# Saint-Martin-du-Tilleul
Saint-Martin-du-Tilleul is een gemeente in het Franse departement Eure (regio Normandië) en telt 245 inwoners (2005). De plaats maakt deel uit van het arrondissement Bernay.

## Geografie
De oppervlakte van Saint-Martin-du-Tilleul bedraagt 5,2 km², de bevolkingsdichtheid is 47,1 inwoners per km².
De onderstaande kaart toont de ligging van Saint-Martin-du-Tilleul met de belangrijkste infrastructuur en aangrenzende gemeenten.

## Demografie
Onderstaande figuur toont het verloop van het inwonertal (bron: INSEE-tellingen).